# Vladimir (frégate à vapeur)
Pour les articles homonymes, voir Vladimir.

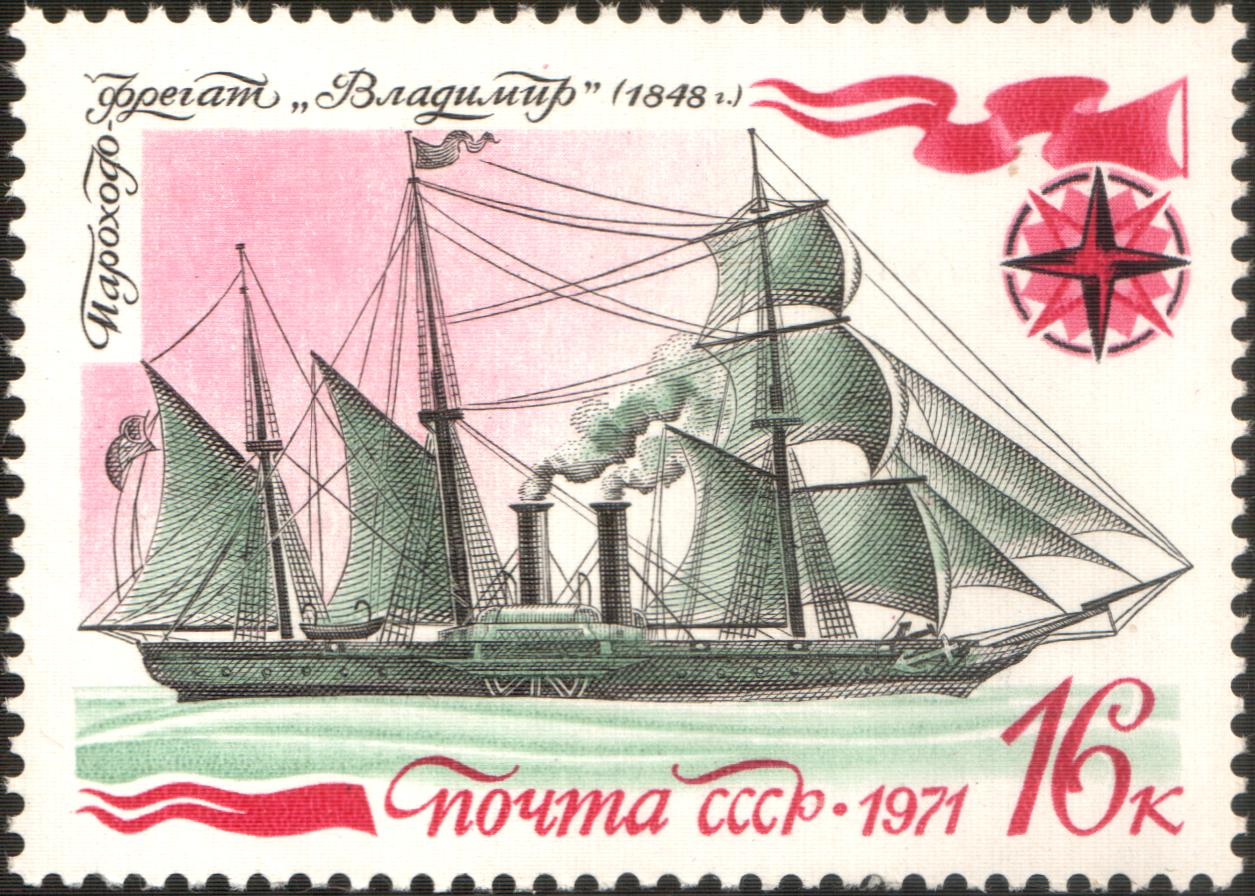
Timbre soviétique représentant le Vladimir (1971).

Le Vladimir («Владимир» ; en russe d'avant la réforme Владиміръ) est un navire de guerre de la Marine impériale russe de type frégate à vapeur avec onze canons appartenant à la flotte de la mer Noire. Il est connu pour avoir participé à la première bataille navale de l'histoire mondiale entre navires à vapeur (1853).

## Histoire
L'histoire de la naissance de ce navire est intéressante, car selon les lois anglaises de ces années, les constructeurs navals anglais n'avaient pas le droit de construire des navires à vapeur pour d'autres flottes, et toutes les frégates à vapeur russes construites en Angleterre, en fait, étaient de la contrebande militaire. En effet, ils ont été construits comme, prétendument, des bateaux postaux (ou paquebots).
En 1846, le capitaine du 1er rang Kornilov est envoyé en Angleterre pour commander et superviser la construction d'une nouvelle frégate à vapeur de onze canons pour renforcer la flotte de la mer Noire et se familiariser avec la conception des moteurs à vapeur et la construction de navires en fer dans les chantiers navals britanniques. Le premier commandant de la frégate à vapeur est le capitaine de 2e rang Nikolaï Arkas, qui a également été envoyé en Angleterre pour superviser la construction.
Le Vladimir a été officiellement construit comme une frégate de combat avec une machine à vapeur de puissance accrue uniquement parce qu'il a servi à transporter l'empereur Nicolas Ier de retour en Russie après un voyage en Europe. Grâce à cela, de l'artillerie a même été installée sur le Vladimir en Angleterre, en particulier des bombardiers britanniques de 10 pouces. Alors qu'il était à bord de la frégate, l'empereur Nicolas Ier, s'adressant au commandant du navire au sujet des roues à aubes, déclara : « Ceci, je comprends, est colossal...Vous savez, je suis contre les hélices. Ce sont de petites choses, habiles et secrètes dont on ne voit pas comment elles fonctionnent. Quoi que l'on puisse dire sur elles, je n'y crois pas. »  (Nicolas Ier au commandant Arkas).
Le 17 octobre 1848, le Vladimir est présent dans la rade d'Odessa puis se rend à Sébastopol où il inspecté par l'ingénieur naval Nestor Grigorievitch Korchikov.

## Service

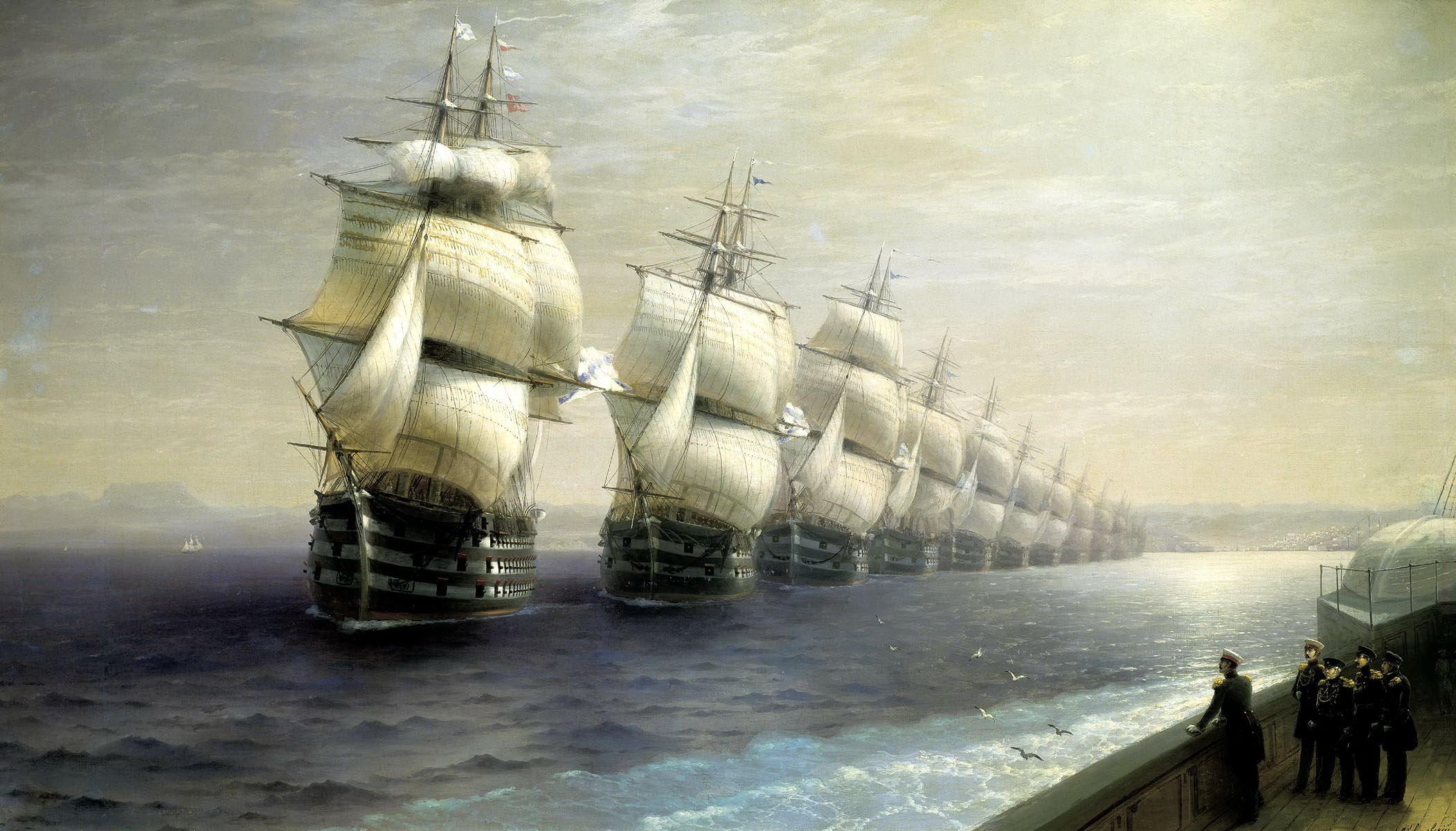
La Flotte de la mer Noire, parade navale de 1849 ; par Aïvazovski (1886), musée central de la marine militaire de Saint-Pétersbourg

En 1849, la frégate à vapeur Vladimir fut choisie par l'empereur Nicolas Ier pour l'inspection de la flotte de la mer Noire à la rade de Sébastopol. S'y trouvaient aussi à bord le commandant de la flotte de la mer Noire, l'amiral Lazarev, le chef d'état-major de la flotte de la mer Noire, le vice-amiral Kornilov, Nakhimov et Istomine. En 1851, le navire navigue en mer Noire et de port en port.

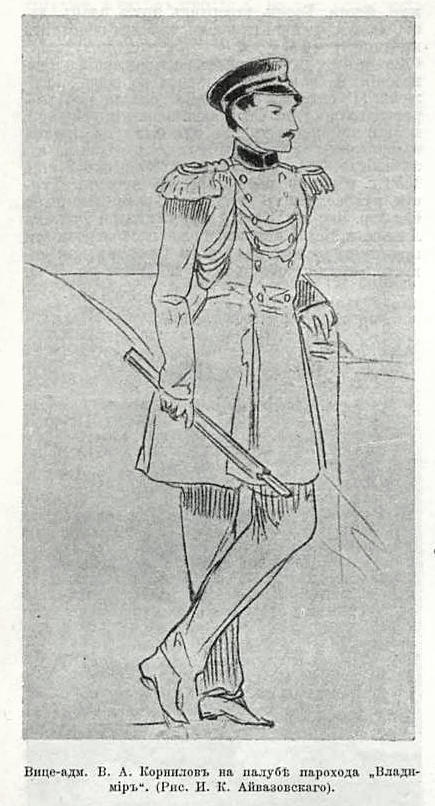
Le vice-amiral V.A. Kornilov à bord du Vladimir
dessin d'Aïvazovski.

Au début de la Guerre de Crimée, le Vladimir entre dans le détachement des navires à vapeur sous le commandement du chef d'état-major de la flotte de la mer Noire, le vice-amiral Kornilov. Le 5 novembre 1853, il prend part à la première bataille de navires de guerre à vapeur de l'histoire, lorsqu'il est attaqué par le navire à vapeur turco-égyptien, le Pervaz-Bakhri (le Seigneur des mers) qui possédaient dix canons.

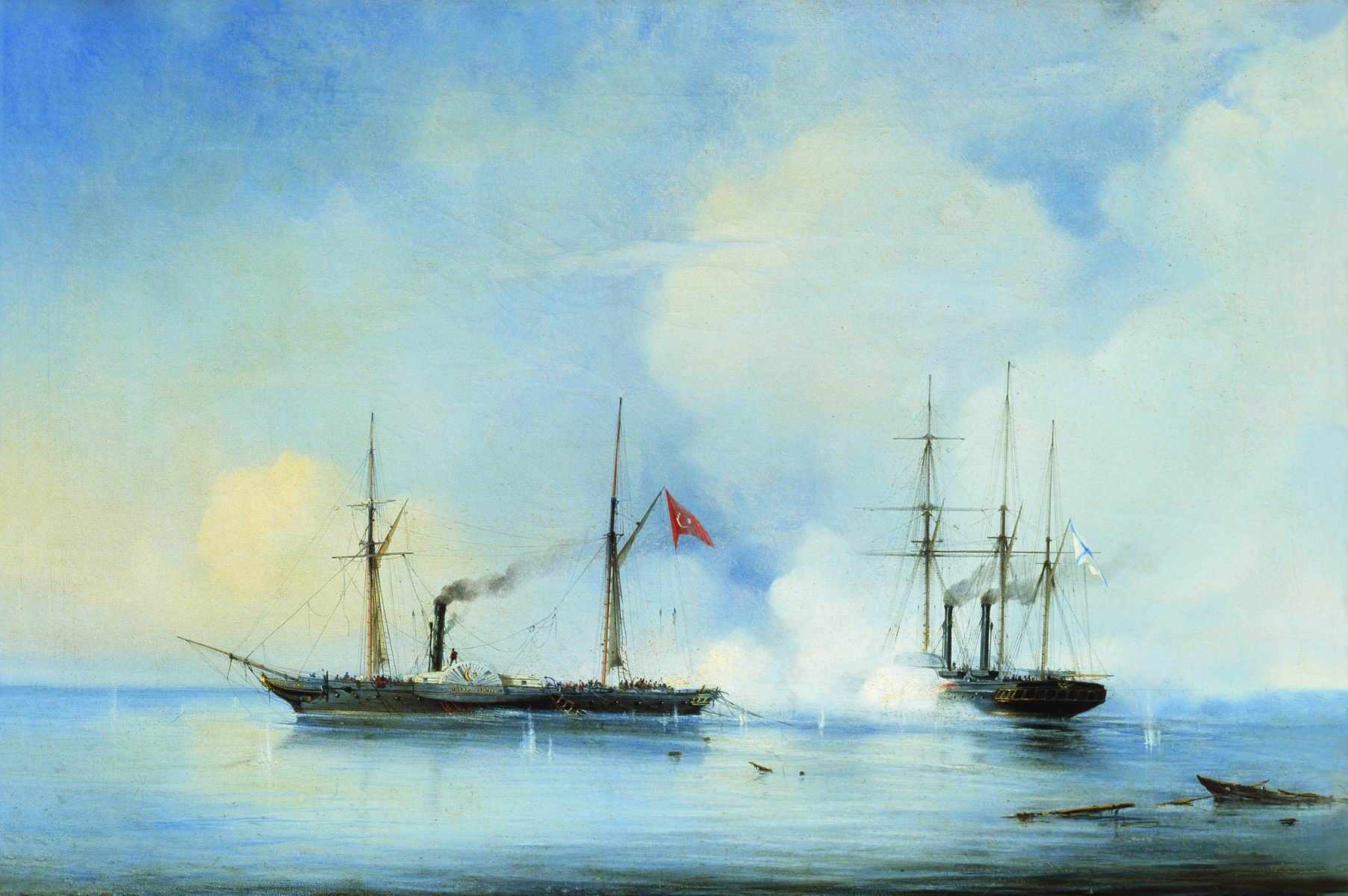
Combat du Vladimir contre le vapeur de guerre turc Pervaz-Bakhri

Le commandant du Vladimir, le lieutenant-capitaine Grigori Boutakov, utilisa l'avantage du Vladimir : sa grande maniabilité. En effet en gardant les angles de course arrière du vapeur turc, l'équipage russe pouvait mener des tirs d'artillerie bien ciblés sur l'ennemi. Il était particulièrement important de ne pas même utiliser la manœuvrabilité du navire russe par elle-même, mais le fait que le marin expérimenté Boutakov avait remarqué l'absence de canons à la poupe du vapeur turc et que toute la bataille a consisté à éviter que les Turcs ne puissent tirer sur le Vladimir, lui ont donné l'avantage. La frégate russe possédait des armes qui lui permettaient d'écraser l'ennemi à toute distance et dans tous les secteurs de tir.

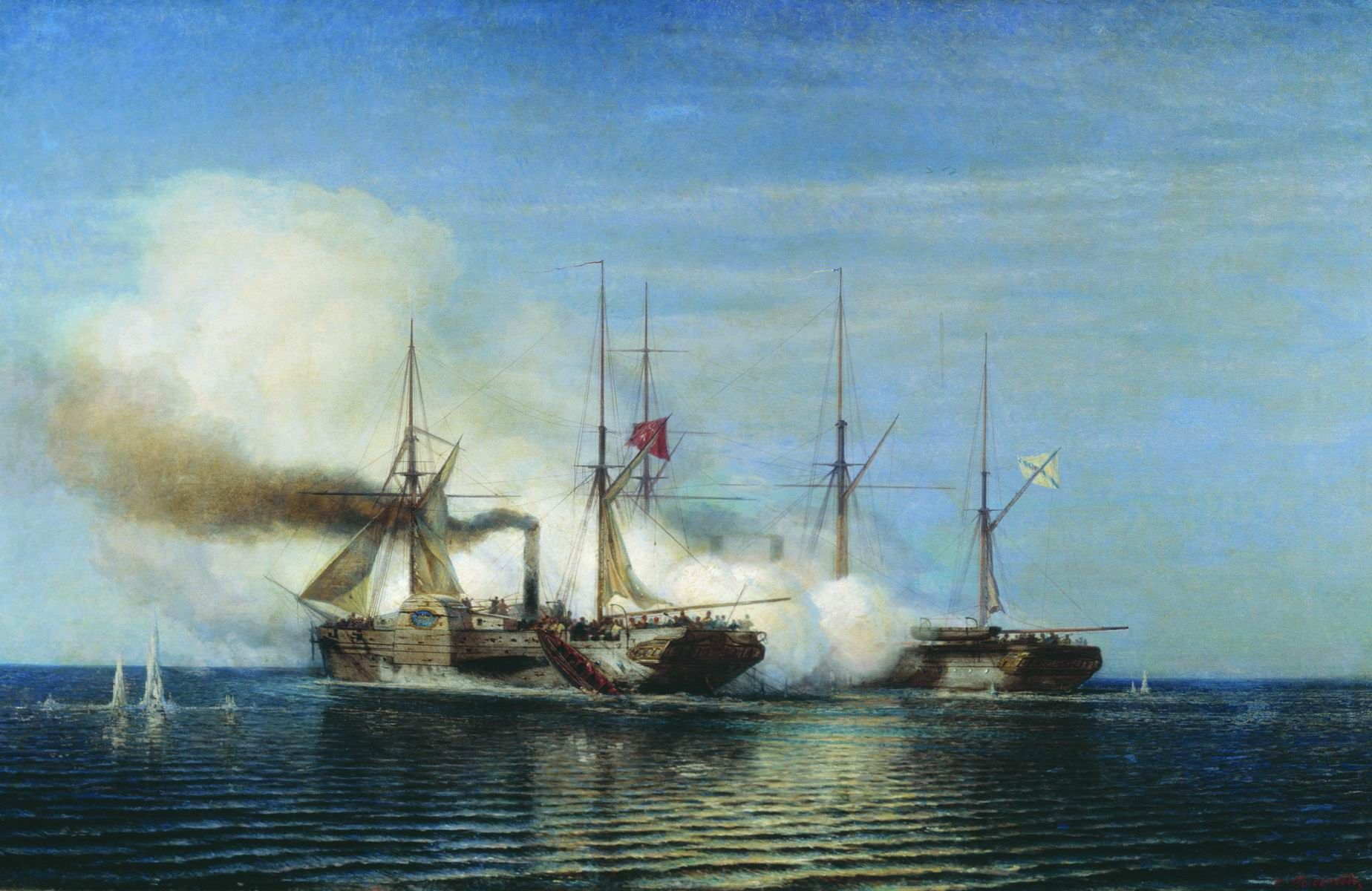
Capture du Pervaz-Bakhri par le Vladimir

Le combat dura trois heures au bout desquelles le Pervaz-Bakhri fut contraint de baisser le pavillon pour se rendre. Les Russes eurent toutefois les plus grandes difficultés de surveillance à ramener leur « trophée » jusqu'à Sébastopol. Le navire turc fut remis en travaux et entra dans la flotte de la mer Noire sous le nouveau nom de Kornilov. Après cette victoire Boutakov fut promu au grade de capitaine de 2e rang et décoré de l'ordre impérial et militaire de Saint-Georges de 4e classe.
En route de Sébastopol à Yalta le 17 octobre 1853, le vapeur Enikale heurte un rocher au large du cap Kirkenes et échoue au large d'Aloupka. C'est le Vladimir qui est envoyé sur le lieu de l'accident avec plongeurs et gréeurs pour le sauvetage et les réparations.
Le 24 octobre suivant, Bourtakov commande lui-même les tirs d'artillerie du Vladimir à la bataille d'Inkerman. Le 24 novembre, les frégates Vladimir et Chersonèse prennent part aux combats contre la flotte anglo-française et son allié turc dans les baies de Strelatskaïa et de Pessotchaïa.
Lors du siège de Sébastopol (1854-1855), la frégate Vladimir est le navire amiral des navires russes Gromonossets, Krym, Chersonèse, Bessarabia et Odessa, sous le commandement du capitaine de 2e rang Boutakov. Il est le premier au monde à adopter une nouvelle tactique : pour augmenter la portée de l'artillerie en contre-batterie, les marins russes ont augmenté l'angle d'élévation des canons en donnant au navire un roulement artificiel. De plus après la Guerre de Crimée, Boutakov, résumant l'expérience de l'utilisation des frégates à vapeur, publie Les Nouvelles fondations de la tactique des navires à vapeur, qui est considéré alors par la marine russe comme le principal document dans l'utilisation au combat des navires à vapeur et blindés. En 1855, le Vladimir  est coulé dans la baie Nord de Sébastopol ; il est remonté cinq ans plus tard, totalement restauré et reprend du service.
En septembre 1862, les frégates à vapeur Smely (le Courageux), Khraby (le Brave) et Vladimir ont été envoyées à la rescousse de la frégate à vapeur Gremyachtchy (le Tonnant) immobilisée après avoir heurté des fonds plats rocheux au large de l'île Maly Sommers. L'opération dure du 19 pendant la nuit jusqu'au 21 septembre au matin. Ce jour-là à trois heures du matin, le Gremyachtchy finit par couler.
En 1864-1866, le Vladimir se rend dans des ports de Russie, de Suède et du Danemark. En juillet 1866, une escadre russe sous le commandement du contre-amiral Likhatchiov se rend vers Helsingfors ; elle comprend le cuirassé Ne tron menya (Ne me touche pas), la frégate blindée Sébastopol, la frégate Dimitri Donskoï, la frégate à vapeur Khraby, la frégate à vapeur Vladimir, le clipper Iakhont, le navire à double tourelle Smiertch et quatre navires-moniteurs. Cette escadre doit rencontrer les navires américains, le Miantonomoh et le paquebot Ogasta sous le commandement du secrétaire adjoint du secrétaire américain à la Marine, le capitaine Fox, sur lesquels arrive la nouvelle ambassade américaine. Après s'être réunis à Helsingfors, l'escadre russe les a escortés à la grande rade de Cronstadt 
En août-septembre 1866, le chef du ministère de la Marine inspecte à la rade de la Transunda, l'escadre blindée. Il s'agit des navires Sébastopol, Ne me touche pas, Smiertch, Strelets, Edinorog (la Licorne) et Lava ; ainsi que des navires Rurik, Vladimir, Khraby (le Brave) et Toltchea. Lors du tir ciblé, le Sébastopol a tiré un total de 56 coups d'une course de 2,5 à 5 nœuds à une distance de 5 à 7 câbles: 39 coups de canons de 60 livres et 17 coups de canons rayés de 8 pouces sur un bouclier de taille 50 × 20 pieds. Selon les résultats du tir, 25 boulets ont atteint la cible. Dans la course de rames, les premier et troisième prix sont allés respectivement à la Gitchka à 7 rames et à la baleinière à 6 rames de la frégate Sébastopol
En 1869-1870, le Vladimir est dans le golfe de Finlande pour servir d'école technique aux cadets de la Marine. En 1875-1876, le Sébastopol et le Vladimir naviguèrent sous le fanion du capitaine de 1er rang Grigori Zaboudski à travers les skerries finlandais avec le quartier général du chef de l'escadre blindée de la flotte de la Baltique.
À la fin des années 1870, le Vladimir entre dans le détachement de torpilleurs pour la flotte de la Baltique, servant de cible et il est détruit.

## Personnalités ayant servi à bord duVladimir

### Commandants
- ??.??.1846—??.??.1849 capitaine de 2e rang Nikolaï Arkas
- 03.12.1852—??.??.1854 lieutenant-capitaine, capitaine de 2e rang Grigori Boutakov
- ??.??.1864—??.??.1865 lieutenant-capitaine Koudriavy

### Officiers supérieurs
- ??.??.1853—??.??.185? lieutenant de vaisseau Ivan Popandopoulo
- ??.??.1853—??.??.185? lieutenant-capitaine Nikolaï Haupt

### Autres
- ??.??.1851—??.??.1851 mitchman Fiodor Narbut
- ??.??.1853—??.??.1854 mitchman Vladimir Boutakov
- ??.??.1864—??.??.1865 lieutenant chef de quart Leonid Semetchkine
- 04.07.1864—03.09.1864 lieutenant chef de quart Casimir Grippenberg
- ??.??.1869—??.??.1869 lieutenant chef de quart Mikhaïl Verkhovski
- ??.??.1870—??.??.1870 lieutenant chef de quart Mikhaïl Verkhovski

### Cadets
- ??.??.1871—??.??.1871 Leopold Jacobson
- 31.05.1872—17.08.1872 Porphyre Mordovine